# Железняков (бронепоезд)
Бронепоезд «Железняков» или Броневой поезд № 5 —  бронепоезд Береговой обороны главной базы Черноморского флота, активно участвовавший в обороне Севастополя 1941—1942 годов.
Военнослужащие вермахта дали этому бронепоезду прозвище: «Зелёный призрак».

## История
Был построен 4 ноября 1941 года на Севастопольском морском заводе. На церемонии передачи присутствовал командующий Черноморским флотом (ЧФ) вице-адмирал Ф. С. Октябрьский с членами Военного совета ЧФ.
На базе 4-осных железнодорожных платформ грузоподъёмностью 60 тонн были смонтированы бронекорпуса из стальных листов, соединённых электросваркой и усиленных армированной бетонной заливкой. На броневых площадках установили пять 76,2-миллиметровых орудий: 3 артиллерийских установки 34-К (2 на первой бронеплощадке и 1 на дальномерной — с командным постом и дальномером ДМ-1,5), и 2 пушки Лендера на третьей бронеплощадке (последние использовались в основном для стрельбы по наземным целям из-за того, что имели низкие скорости наведения — 3,6 градуса в секунду по горизонтали, и 2 °/с — по вертикали, и не могли сопровождать огнём скоростные цели на небольших дальностях). Четвёртая бронеплощадка с двумя 82-мм миномётами. Стрелковое вооружение бронепоезда — 16 пулемётов (2 крупнокалиберных ДШК + 2 бортовых «Максима» в амбразурах на дальномерной бронеплощадке, и по 4 «Максима» в амбразурах на остальных 3-х бронеплощадках). Помимо бронепаровоза — штатного бронированного паровоза серии Ов с 3-осным тендером, для обеспечения достаточной манёвренности в бронепоезд входил небронированный («чёрный») более мощный грузовой паровоз серии Э, с учётом большого веса бронесостава и сложного профиля пути в районах Севастополя (много подъёмов).
Первый командир — прибывший из-под Одессы выпускник Севастопольского ВМУ БО ВМФ имени ЛКСМУ капитан Г. А. Саакян, через месяц после ранения Саакяна командование бронепоездом принял старший лейтенант Чайковский. Позднее бронепоездом командовал инженер-капитан-лейтенант М. Ф. Харченко.
7 ноября 1941 года «Железняков» обстрелял скопление вражеской пехоты у деревни Дуванкой (Верхнесадовое) и подавил батарею на противоположном склоне Бельбекской долины.
Перед бронепоездом на позицию всегда выходила дрезина, проверяющая состояние железнодорожных путей. После стремительного артиллерийского и миномётного удара по целям, заранее разведанным артиллерийской разведкой, состав быстро уходил на участки, где железная дорога проходила в узких вырубленных в скалах выемках, или в тоннели, до того, как немцы успевали пристреляться артиллерией или поднять авиацию. К бронепоезду была прикомандирована специальная восстановительная бригада дорожного мастера Никитина, которая практически каждый день под огнём противника восстанавливала повреждённое железнодорожное полотно.

Бронепоезд всё время изменял свой облик. Под руководством младшего лейтенанта Каморника матросы неутомимо расписывали бронеплощадки и паровозы полосами и разводами камуфляжа так, что поезд неразличимо сливается с местностью. Бронепоезд умело маневрировал между выемками и тоннелями. Чтобы сбить с толку противника, всё время меняем места стоянок. Подвижной тыл наш тоже в непрерывных разъездах.
— Старшина группы пулемётчиков бронепоезда мичман Н. И. Александров
В конце 1941 года одно из старых орудий заменили двумя новыми автоматическими пушками. Вместо 82-миллиметровых миномётов поставили полковые 120-миллиметровые и 3 новых пулемёта.
В 1941—1942 годах бронепоезд произвел более 140 боевых выходов. С 7 января до 1 марта 1942 года «Железняков», уничтожил девять дзотов, тринадцать пулемётных гнезд, шесть блиндажей, одну тяжёлую батарею, три самолёта, три автомашины, десять повозок с грузом, до полутора тысяч солдат и офицеров противника.
15 июня 1942 года «Железняков» вступил в бой с колонной немецких танков, подбив не менее трёх бронированных машин.
26 июня 1942 года более 50 немецких бомбардировщиков нанесли мощный удар по Троицкому тоннелю, где базировался бронепоезд. Завалило вторую бронеплощадку. Второй выход из тоннеля оставался свободным, бронепаровоз вывел уцелевшую бронеплощадку, которая вновь открыла огонь по противнику. Но 27 июня немецкая авиация обрушила последний выход из тоннеля. Оставшиеся в живых члены экипажа сняли с бронеплощадок уцелевшее вооружение и заняли оборону у ГРЭС.
В августе 1942 года немцы расчистили Троицкий тоннель для движения поездов. Используя восстановленные бронеплощадки «Железнякова», немцы создали из них бронесостав «Ойген», вооружив его 105-миллиметровыми гаубицами с переоборудованными лафетами. В мае 1944 года бронесостав был взорван немцами при отступлении.

## Мемориальный историко-технический комплекс
Мемориальный историко-технический комплекс
«Паровоз бронепоезда "Железняков"»
(Севастополь)
В 1970-х годах в память о бронепоезде «Железняков» возле железнодорожного вокзала Севастополя был установлен его бывший «чёрный» вспомогательный паровоз Эл2500 на тендере воспроизвели надпись «Смерть фашизму», как на бортах бронепаровоза. Восстановленный после войны, этот паровоз был приписан в депо Джанкой и водил по крымским магистралям поезда вплоть до 1967 года. 24 октября 1967 года он был, как реликвия боевой славы, передан железнодорожниками депо Джанкой — Музею героической обороны и освобождения Севастополя. Его привела в Севастополь бывшая фронтовая паровозная бригада: машинист М. В. Галанин, помощник машиниста Е. И. Матюш, кочегары В. Г. Иванов и Ф. Ф. Черкашин.
Паровоз-памятник: серии Э-2500, относится к конструктивной разновидности 1917 года («тип 1917 года») был построен Харьковским паровозостроительным заводом в 1917 году, по заказу Юго-Восточной железной дороги.
В 1990-е годы к паровозу прицепили железнодорожную артиллерийскую установку ТМ-1-180 которая активно участвовала в боевых действиях Финской войны, затем в составе 16-й отдельной железнодорожной артиллерийской батареи береговой обороны Черноморского Флота в 1942—1943 гг. принимала активное участие в боях северо-восточнее Туапсе. С 8.05.1990 года установлена на площади Ревякина в сцепке с паровозом бронепоезда «Железняков». Списанная установка должна была быть утилизирована, но ветераны Великой Отечественной и молодежь Севастополя организовали движение в защиту транспортёра и установку его в качестве памятника — было собрано более 140 тонн металлолома, который был сдан «Вторчермету» в порядке компенсации.